# Ambassade de France en République centrafricaine
L'ambassade de France en République centrafricaine est la représentation diplomatique de la République française auprès de la République centrafricaine. Elle est située à Bangui, la capitale du pays, et son ambassadeur est, depuis 2023, Bruno Foucher.

## Ambassade
L'ambassade est située dans le 1er arrondissement de Bangui. Elle accueille aussi le consulat général de France.

## Histoire
En novembre 2022, Le ministère des Affaires étrangères de la Centrafrique annonce que la Centrafrique met fin au décanat accordé au Haut représentant de la France auprès du chef de l’État centrafricain.

## Ambassadeurs
| De   | À    | Ambassadeur            |
| ---- | ---- | ---------------------- |
| 1960 | 1965 | Roger Barberot         |
| 1965 | 1966 | Jean Français          |
| 1966 | 1969 | Jean Herly             |
| 1969 | 1971 | Albert de Schonen      |
| 1971 | 1973 | Laurent Giovangrandi   |
| 1973 | 1976 | Jean Le Cannellier     |
| 1976 | 1980 | Robert Picquet         |
| 1980 | 1981 | Jacques Humann         |
| 1981 | 1984 | Pierre Couturier       |
| 1984 | 1985 | Jean Grossin           |
| 1985 | 1987 | Jean-Jacques Mano      |
| 1987 | 1990 | Albert Pavec           |
| 1990 | 1992 | Antoine Frasseto       |
| 1992 | 1993 | Alain Pallu de Beaupuy |
| 1993 | 1996 | Jean-Paul Angelier     |
| 1996 | 2001 | Jean-Marc Simon        |
| 2001 | 2003 | Dominique Boché        |
| 2003 | 2006 | Jean-Pierre Destouesse |
| 2006 | 2008 | Alain Girma            |
| 2008 | 2012 | Jean-Pierre Vidon      |
| 2012 | 2013 | Serge Mucetti          |
| 2013 | 2016 | Charles Malinas        |
| 2016 | 2018 | Christian Bader,       |
| 2018 | 2020 | Éric Gérard            |
| 2020 | 2023 | Jean-Marc Grosgurin    |
| 2023 | auj. | Bruno Foucher          |

## Consulats

### Communauté française
Au 31 décembre 2016, 762 Français sont inscrits sur le registre consulaire de Bangui.
| 2001  | 2002  | 2003  | 2004  |
| ----- | ----- | ----- | ----- |
| 1 208 | 1 278 | 1 178 | 1 178 |

| 2005  | 2006  | 2007  | 2008  |
| ----- | ----- | ----- | ----- |
| 1 086 | 1 293 | 1 164 | 1 215 |

| 2009  | 2010  | 2011  | 2012  |
| ----- | ----- | ----- | ----- |
| 1 177 | 1 210 | 1 296 | 1 260 |

| 2013 | 2014 | 2015 | 2016 |
| ---- | ---- | ---- | ---- |
| 765  | 687  | 712  | 762  |

### Circonscriptions électorales
Depuis la loi du 22 juillet 2013 réformant la représentation des Français établis hors de France avec la mise en place de conseils consulaires au sein des missions diplomatiques, les ressortissants français de la République centrafricaine élisent pour six ans un conseiller consulaire. Ce dernier a trois rôles : 
1. il est un élu de proximité pour les Français de l'étranger ;
2. il appartient à l'une des quinze circonscriptions qui élisent en leur sein les membres de l'Assemblée des Français de l'étranger ;
3. il intègre le collège électoral qui élit les sénateurs représentant les Français établis hors de France.

Pour l'élection à l'Assemblée des Français de l'étranger, la République centrafricaine appartenait jusqu'en 2014 à la circonscription électorale de Yaoundé, comprenant aussi le Cameroun et le Tchad, et désignant quatre sièges. La République centrafricaine appartient désormais à la circonscription électorale « Afrique centrale, australe et orientale » dont le chef-lieu est Libreville et qui désigne cinq de ses 37 conseillers consulaires pour siéger parmi les 90 membres de l'Assemblée des Français de l'étranger.
Pour l'élection des députés des Français de l’étranger, la République centrafricaine dépend de la 10e circonscription.